# Excelsior Stadium
Das Excelsior Stadium ist ein Fußballstadion in der schottischen Stadt Airdrie, Unitary Authority North Lanarkshire, Vereinigtes Königreich. Hier empfängt der Fußballverein Airdrieonians FC seine Gegner zu den Spielen. Die Sportstätte wurde 1998 unter dem Namen Shyberry Excelsior Stadium eingeweiht und besitzt 10.101 Sitzplätze. In Erinnerung an die alte Spielstätte wird es auch New Broomfield genannt. Seit 2010 ist es mit einem Kunstrasen ausgestattet und entspricht den FIFA-Vorschriften. Durch einen Sponsoringvertrag hieß die Anlage zwischen 2018 und 2023 The Penny Cars Stadium.

## Geschichte
Bis 1994 spielte der Airdrieonians FC im Broomfield Park; danach wurde das Grundstück an die Safeway-Supermarkt-Kette verkauft und der Broomfield Park abgerissen. Einige Zeit dauerte es, bis der Verein ein geeignetes Grundstück für das neue Stadion gefunden hatte und die Baugenehmigung für den Neubau erteilt wurde. Ziel war die Errichtung eines Stadions, das den Anforderungen der Scottish Premier League (u. a. mindestens 10.000 überdachte Sitzplätze) entsprach. Im Jahr 1998 wurde das Stadion fertiggestellt. Zu den Spielen des FC Airdrieonians kamen im Durchschnitt aber nur etwa 2000 Zuschauer und die Kosten für das überdimensionierte Stadion führten den Verein in finanzielle Schwierigkeiten und endeten mit der Auflösung des FC Airdrieonians im Jahr 2002. Im gleichen Jahr wurde der Verein Airdrie United mit der Übernahme des FC Clydebank gegründet; der seitdem im Excelsior Stadium ansässig ist. 2013 nahm der Club wieder den Namen Airdrieonians FC an.
Die Anlage besteht aus vier einzelnen, überdachten Sitzplatztribünen. Die Kunststoffsitze sind in den Vereinsfarben rot, weiß und schwarz gehalten. Die Haupttribüne Jack Dalziel Stand ist der größte Rang und nach einem ehemaligen Vorsitzenden des FC Airdrieonians benannt. Der East Stand auf der Gegengeraden ist für die Gästefans vorgesehen. Bei Bedarf werden auf den anderen Tribünen noch bis zu insgesamt 6500 Plätze zur Verfügung gestellt. Die beiden Hintertortribünen unterscheiden sich vom East Stand optisch nur durch die Länge. In den freien Ecken des Stadions sind die vier Lichtmasten der Flutlichtanlage aufstellt. Die Sportstätte bietet in ihren Räumlichkeiten die Möglichkeit zur Ausrichtung verschiedener Veranstaltungen wie Konferenzen, Jubiläen, Bankette, Hochzeits- wie Geburtstagsfeiern. Einige Räume bieten Blick auf das Spielfeld und können von 20 bis 150 Gäste beherbergen.
Im Excelsior Stadium wurde das Finale im Scottish League Challenge Cup 2000 und 2006 ausgetragen. Die Schottische B-Fußballnationalmannschaft war zwei Mal im Stadion in Airdrie zu Gast. Darüber hinaus nutzte der FC Motherwell das Stadion für seine Heimspiele der UEFA Europa League 2009/10 gegen den AFC Llanelli, den KS Flamurtari Vlora und Steaua Bukarest. Im August 2008 trat Queen of the South in Airdrie zum Spiel der zweiten Qualifikationsrunde im UEFA-Pokal 2008/09 gegen die Mannschaft des FC Nordsjælland aus Dänemark an.
Ende Mai 2018 wurde das Stadion in The Penny Cars Stadium nach der Autovermietung Penny Cars umbenannt.

### Zuschauerrekord
Der Rekordbesuch im Stadion wurde am 5. November 2005 im Finale des Scottish League Challenge Cups zwischen dem FC St. Mirren und Hamilton Academical mit 9612 Zuschauern aufgestellt. Die meisten Besucher zu einem Spiel der Airdrie United kamen am 23. August 2013 mit 9044 in der Scottish League One gegen Glasgow Rangers in das Stadion.

Stadionplan

## Tribünen
- Jack Dalziel Stand – West, Haupttribüne, Sitzplätze
- East Stand – Ost, Gegentribüne, Sitzplätze, Gästebereich
- North Stand – Nord, Hintertortribüne, Sitzplätze
- South Stand – Süd, Hintertortribüne, Sitzplätze